# MSCクルーズ
MSCクルーズ(MSC Crociere S.p.A.)はヨーロッパを拠点としたクルーズ会社。世界有数の海運会社であるMSC(Mediterranean Shipping Company)の子会社。本社はスイスのジュネーブに置かれ、運行の役割を担う部署はイタリアのナポリに置かれている。MSCクルーズはスイス資本であり、世界全体で約23,500人の従業員と70カ国の支社を有する。

## 歴史
1920年、イタリアのラウロ家によりナポリで創業した船会社「フロッタ・ラウロ」が、MSCクルーズの前身である。同社の二代目オーナーで政治家でもあったアキレ・ラウロが会社を拡大させ、1960年頃になるとアンジェリーナ・ラウロと1985年に起こったシージャック事件『アキレ・ラウロ号事件』で知られるアキレ・ラウロの二隻を用いてクルーズ航路を運航することになる。石油ショック後は経営が低迷し、1982年に「ラウロ・ラインズ」と改名、1987年に破産してMSC創業者のジャンルイジ・アポンテに買収されると「スターラウロ・ラインズ」と改名。1994年にインド洋でアキレ・ラウロが火災を起こして沈没。1985年以降は「MSCクルーズ」と改名して現在に至っている。
90年代までは3万トンクラスの客船で営業を続けていたが、世界的な競争力が必要となり、2003年にピエールフランチェスコ・ヴァーゴをCEOとして迎えた。2003年、6万トンのMSCリリカの建造を皮切りに、2004年にはMSCオペラを建造。同年にはヨーロピアン・ビジョンからMSCアルモニア、2005年にはMSCシンフォニアをヨーロピアン・スターズから買い取った。
MSCクルーズの拡大成長はその後も続き、9万トンクラスの船の建造をフランスのAker Yardsと契約。2006年にはMSCムジカ、2007年MSCオーケストラ、2008年MSCポエジア、2009年MSCマニフィカを就航。続けてAker Yardsとの契約を延長し14万トンクラスの建造の契約を結んだ。2008年には初めてラグジュアリー向けのMSCヨットクラブを設置したMSCファンタジア、2009年にMSCスプレンディダ(初期名MSCセレナータ)が就航。2006年にはモントレー、2009年にはラプソディーが引退。
MSCクルーズはSTX Europeと新しく契約を結び、14万トンクラスの船を建造。2012年にMSCディビーナ(計画時の名称はMSCファヴォローザ、MSCワンダー)、2013年にMSCプレチオーサを就航。MSCプレチオーサは当初、リビア政府所有の貨物船企業であるGNMTCとSTXの間で建造の契約が結ばれたが契約は破棄され新しくMSCクルーズとの契約となった。2013年にMSCメロディーは引退。
2013年9月2日、コスタ・クルーズのジェネラルマネージャー、ジアンニ・オノラートがMSCクルーズのCEOとして就任し、ピエールフランチェスコ・ヴァーゴはエグゼクティブ・チェアマンに就任。
2015年12月にはバハマ政府と採砂場だった島の100年間リース契約を結んだ。リースした島を開発し、2019年12月に寄港地の一つとなる「オーシャンキー MSC マリーンリザーブ」がオープン。2017年から2026年までに11隻の船の造船することを発表し、投資総額は2014年から2015年までに行ったルネッサンスプログラムを含めると1兆円となる。
MSCリリカが2016年4月29日に博多港にMSCクルーズとして初めて日本に寄港。2016年6月18日に神戸、6月19,20日に横浜、6月22日に別府、6月23日に鹿児島に初寄港した。
2016年9月にMSCスプレンディダが2018年5月から上海を母港としてアジアクルーズを展開することが発表された。
2017年6月4日にMSCメラビリアが完成し西地中海の航路に就航する。処女航海からシルク・ドゥ・ソレイユが上演された。
2017年11月29日にシーサイドEVOクラス2隻の建造の契約をフィンカティエリと締結した。追加投資額は18億ユーロになる。
2018年10月18日、合計20億ユーロを超えるウルトラ・ラグジュアリー・クルーズ客船4 隻の建造をフィンカンティエリと合意。これにより2027年までにMSCクルーズは計29隻のクルーズ船を保有する予定である。
2019年9月10日、MSCマニフィカが2021年4月から改修に入り、23メートル延ばすこととなった。これにより2つの新しいレストラン、ショッピングエリア、ウォーターパーク、キャビンが215室増える。さらに次世代エコシステムも導入される予定である。

## サービス
シニアやヤング、ファミリーとすべてのニーズに応えられるサービスを用意している。ラグジュアリークラスのMSCヨットクラブは船首に置かれている。大人二人(夫婦など)で旅行すると同室の12歳未満の子供は無料、12-17歳の子供は子供料金が用意されている。 親会社がMSCのため、他クルーズラインと比較してポートチャージが3分の1と安い。船内はプールやジム、サウナなど多彩な設備を備え、毎日内容の変わるショーや、数々のレストラン、20時間オープンのビュッフェ、多くのイベントが催されている。エンターテイメント、施設利用料、食事3食もクルーズ料金に含まれているが一部有料のものもある。ドリンクは有料であるが様々な飲み放題パッケージがあり、目的によって選べコストが抑えられる。MSCヨットクラブはヨットクラブエリア内においては全て飲み放題である。その他、別料金にてオプショナルツアーなども申し込むことができる。ドレスコードは7日間のクルーズの場合、1～2回ある。

### キャビンカテゴリー
キャビンはバルコニー付き、オーシャンビュー、インサイドの3タイプが有り更にその中から部屋のカテゴリーを細分化しサービスを差別化している。そのサービスをエクスペリエンスと呼んでおり5つに分けられている。下からベッラ・エクスペリエンス、ファンタスティカ・エクスペリエンス、アウレア・エクスペリエンス、MSCヨットクラブとなり、MSCヨットクラブは14万トンクラスの船のみとなる。MSCヨットクラブはエクスペリエンスの1つではなく「特別な待遇」である。

#### ベッラ・エクスペリエンス
MSCクルーズのキャビンカテゴリにおいて最もリーズナブルな料金となっている。特徴としては他のカテゴリと比べてキャビンの条件がやや悪く、下層に位置し、バルコニーや窓からの視界不良や騒音があることがある。ダイニングでのシーティング時間は希望しても優先されない。また、ルームサービスのデリバリーに費用がかかる。

#### ファンタスティカ・エクスペリエンス
MSCクルーズにおいて標準的なカテゴリーである。特徴は条件の良い部屋が割り当てられ、ダイニングのシーティング時間が選べその希望は優遇される。ルームサービスのデリバリー費用は無料である。旅行代理店による企画ツアーは基本的にファンタスティカとなっている。

#### アウレア・エクスペリエンス
ファンタスティカのサービスに加えて優先チェックイン、ダイニングのアウレア専用エリアでの食事、24時間飲み放題、スパパッケージとサウナ使い放題が料金に含まれている。

### MSCヨットクラブ
MSCヨットクラブは14万トン船の船首に位置する専用の空間を使ったラグジュアリークラス。船の中にあるもう1つの船を演出している。専用レストラン、プール、サンデッキ、バー等があり、バトラーとコンシェルジュが24時間リクエストに対応する。　また、ヨットクラブエリアだけでなく船内全体で飲み放題が利用できる。

### インターネット
MSCクルーズの海上インターネットは3つの種類に分けられており、チャット＆ソーシャル　アプリ、スタンダードパッケージ、プレミアムパッケージがある。料金は7日間クルーズ用でも15ユーロから60ユーロ。料金はクルーズ期間によって異なるため船内での確認が必要となる。プランによるが複数の端末から接続出来る。

#### チャット＆ソーシャル アプリ
SNSやチャットアプリのみ接続できる最もリーズナブルなライトユーザー向けパッケージ。1台まで。日本人向けにLINEも使える。
利用可能アプリ：Facebook, Twitter, Instagram, LinkedIn, WhatsApp, Snapchat, WeChat Pinterest, VK, Odnoklassniki, Sinaweibo, Qzone、LINE

#### スタンダードパッケージ
SNSやチャットアプリに加えて、web閲覧やeメールの受信ができるが動画の閲覧は出来ない。2台まで。データ容量上限：170MB/日又は800MB/クルーズ

#### プレミアムパッケージ
陸にいるときと同様のインターネット利用が出来る。4台まで。データ容量上限：340MB/日又は1.5GB/クルーズ(7泊のクルーズに限る)　　

### 日本人乗船員
一部の船には日本人乗船員が乗船している。

## MSCボヤジャーズクラブ
乗船券を購入し、予約番号を手に入れたらMSCクルーズのホームページからすぐに会員に申し込みことが出来る。MSCボヤジャーズクラブの会員カードはクルーズカードと一体となっており、ランクによって色が違う。ランクには下からウェルカム、クラシック、シルバー、ゴールド、ダイヤモンドとある。乗船するたびポイントが貯まりウェルカム以外どのランクもクルーズ5%割引が適応される。クルーズによっては最大20%割引になることもある。その他にもランクによって船内でのサービスや割引に大きな違いがある。
割引はキャビン全体に適用されるため1人が会員であれば他の同室者にも割引が適用される。

## MSCフォー・ミー
MSCフォー・ミーは今までクルーズ船で不便だったことを解決するために開発されたアプリ。iOSやAndroidの端末に専用のアプリをインストールすることでレストランや寄港地観光の予約、船内で購入出来るブレスレットを使うと家族の居場所なども追跡できる。モバイルデバイスを使わなくてもキャビンのテレビや船内のインタラクティブタッチスクリーンで同じことが出来る。
- 提供されるサービス
  - インタラクティブなデッキプランとナビゲーションツールを利用すると、船内のイベントや興味のある場所、友人の場所を見つけることができる。
  - 子供の位置、子供の追跡ができる。
  - 有料レストラン、エクスカーション、スパトリートメント、シルク・ドゥ・ソレイユの予約ができる。
  - イベント、予約を管理し、購入されたアクティビティをゲストにリマインドする機能。
  - NFC機能のついたブレスレット及びクルーズカードによるキャビンドアの解錠と支払い。
  - オンデマンドのビデオ：キャビンテレビで利用可能な映画のカタログ
  - WEBチェックインよって事前にクレジットカードの登録、顔写真のアップロードが可能となり乗船がスムーズとなる。
  - ダイニングの事前予約。（船内で可能）

## 保有客船
2003年から始まった60億ユーロの投資によりMSCクルーズの運行している船数は17船となっている（2019年12月時点）。MSCクルーズの客船と他クルーズラインの客船との大きな違いは船の設計である。他クルーズラインは造船会社が持つ既存の設計を利用しているが、MSCクルーズでは設計も独自で行っているため、独特なデザインや最新の機能など、オリジナリティに富んだクルーズ船の提供を可能としている。
最も大きい17万トンクラスはMSCメラビリアで長さ315.3メートル、横43メートル、高さ65メートル、5714名が乗船できる。次に15万トンクラスのMSCシーサイドクラスはMSCシーサイド（2017）1隻が就航中、全長323メートル、横は41メートル、乗客定員数は5119名である。次に14万トンクラスのMSCファンタジア(2008)、MSCスプレンディダ(2009)、MSCディビーナ(2012)、MSCプレチオーサ(2013)で構成されており、各船の長さは333メートル、横は38メートルあり、4400名の乗船客が乗船できる。続いて9万トンクラスのMSCムジカ(2006)、MSCオーケストラ(2007)、MSCポエジア(2008）、MSCマニフィカ(2010)で、各船の長さは293メートル、幅32メートル、乗船客数は3000名である。最後に6万トンクラスはMSCリリカ(2003)、MSCアルモニア(2004)、MSCオペラ(2004)、MSCシンフォニア(2005)の4船で構成され各、長さ251メートル、幅28メートル、乗船客数は2000名である。

### ラグジュアリー・クラス
| 船                               | 就航予定 | 造船会社    | 重量   | 船籍   | ノート | イメージ |
| -------------------------------- | -------- | ----------- | ------ | ------ | ------ | -------- |
| エクスプローラ I                 | 2023     | Fincantieri | 63,900 | マルタ |        |          |
| ウルトラ・ラグジュアリー・クラス | 2024     | Fincantieri | 64,000 |        |        |          |
| ウルトラ・ラグジュアリー・クラス | 2025     | Fincantieri | 64,000 |        |        |          |
| ウルトラ・ラグジュアリー・クラス | 2026     | Fincantieri | 64,000 |        |        |          |

### ワールド・クラス
| 船                            | 就航予定   | 造船会社               | 総トン数 | 船籍   | ノート | イメージ |  |
| ----------------------------- | ---------- | ---------------------- | -------- | ------ | ------ | -------- |  |
| MSCワールド・エウローパ       | 2022年12月 | アトランティーク造船所 | 215,863  | マルタ |        |          |  |
| MSCワールド・アメリカ         | 2025       | アトランティーク造船所 | 216,638  |        |        |          |  |
| MSCワールド・アジア           | 2026       | アトランティーク造船所 | 215,863  |        |        |          |  |
| MSCワールド・アトランティック | 2027       | アトランティーク造船所 | 205,700  |        |        |          |  |
| ワールドクラス                | 2029       | アトランティーク造船所 | 205,700  |        |        |          |  |
| ワールドクラス                | 2030       | アトランティーク造船所 | 205,700  |        |        |          |  |

### シーサイド・クラス
| 船                    | 就航予定                       | 造船会社    | 総トン数 | 船籍   | ノート | イメージ |
| --------------------- | ------------------------------ | ----------- | -------- | ------ | ------ | -------- |
| MSCシーサイド         | 2017年11月30日（トリエステ）   | Fincantieri | 153,516  | マルタ |        |          |
| MSCシービュー         | 2018年6月4日（チビタベッキア） | Fincantieri | 153,516  | マルタ |        |          |
| シーサイド・EVOクラス |                                |             |          |        |        |          |
| MSCシーショア         | 2021年5月                      | Fincantieri | 170,412  | マルタ |        |          |
| MSCシースケープ       | 2022年                         | Fincantieri | 170,412  | マルタ |        |          |

### メラビリア・クラス
| 船                       | 就航予定日（初出発港）         | 造船会社                | 総トン数     | 船籍   | ノート | イメージ |
| ------------------------ | ------------------------------ | ----------------------- | ------------ | ------ | ------ | -------- |
| MSCメラビリア            | 2017年6月4日（ル・アーブル）   | STX Europe(St. Nazaire) | 171,598トン  | マルタ |        |          |
| MSCベリッシマ            | 2019年3月24日（ジェノア）      | アトランティーク造船所  | 171,598トン  | マルタ |        |          |
| メラビリア・プラスクラス |                                |                         |              |        |        |          |
| MSCグランディオーサ      | 2019年11月１０日（ハンブルク） | アトランティーク造船所  | 181,541トン  | マルタ |        |          |
| MSCヴィルトュオーサ      | 2021年                         | アトランティーク造船所  | 181,541 トン | マルタ |        |          |
| MSCエウリビリア          | 2023年                         | アトランティーク造船所  | 184，011トン | マルタ |        |          |

### ファンタジア・クラス
| 船                | 初就航     | 造船会社                | 総トン数 | 船籍   | ノート | イメージ |
| ----------------- | ---------- | ----------------------- | -------- | ------ | ------ | -------- |
| MSCファンタジア   | 2008年12月 | Aker Yards(St. Nazaire) | 137,936  | パナマ |        |          |
| MSCスプレンディダ | 2009年7月  | Aker Yards(St. Nazaire) | 137,936  | パナマ |        |          |
| MSC ディヴィーナ  | 2012年6月  | STX Europe(St. Nazaire) | 139,072  | パナマ |        |          |
| MSC プレチオーサ  | 2013年3月  | STX Europe(St. Nazaire) | 139,072  | パナマ |        |          |

### ムジカ・クラス
| 船              | 初就航     | 造船会社                | 重量       | 船籍   | ノート                                                                    | イメージ |
| --------------- | ---------- | ----------------------- | ---------- | ------ | ------------------------------------------------------------------------- | -------- |
| MSCムジカ       | 2006年7月  | Aker Yards(St. Nazaire) | 92,409トン | パナマ | 日本食レストラン有り                                                      |          |
| MSCオーケストラ | 2007年5月  | Aker Yards(St. Nazaire) | 92,409トン | パナマ |                                                                           |          |
| MSCポエジア     | 2008年10月 | Aker Yards(St. Nazaire) | 92,627トン | パナマ | 日本食レストラン有り                                                      |          |
| MSCマニフィカ   | 2010年3月  | STX Europe(St. Nazaire) | 95,128トン | パナマ | 2021年4月に全長を23メートル、改修工事により延ばす予定だったが延期された。 |          |

### リリカ・クラス
| 船              | 初就航                     | 造船会社                               | 重量   | 船籍   | ノート | イメージ |
| --------------- | -------------------------- | -------------------------------------- | ------ | ------ | --- | -------- |
| MSCアルモニア   | MSCクルーズとして2004年5月 | Chantiers de l'Atlantique(St. Nazaire) | 65,542 | パナマ | 2014年にルネッサンスプログラムによってリニューアルされチョップアンドストレッチ工法により全長が約20メートル延びた。これは船を半分に切り、その間に20メートルの胴体を組み込むことで全長を延長する計画である。         |          |
| MSCシンフォニア | MSCクルーズとして2005年3月 | Chantiers de l'Atlantique(St. Nazaire) | 65,542 | パナマ | 2015年にルネッサンスプログラムによりリニューアルされチョップアンドストレッチ工法により全長が約20メートル延びた。                                                                                                   |          |
| MSCリリカ       | 2003年3月                  | Chantiers de l'Atlantique(St. Nazaire) | 59,058 | パナマ | 2015年にルネッサンスプログラムによりリリニューアルされチョップアンドストレッチ工法により全長が約20メートル延びた。 2016年5月から1年間、上海を母港として日本を含むアジア各地に寄港する。2018年4月から地中海に戻る。 |          |
| MSCオペラ       | 2004年3月                  | Chantiers de l'Atlantique(St. Nazaire) | 65,591 | パナマ | 2015年にルネッサンスプログラムによりリリニューアルされチョップアンドストレッチ工法により全長が約20メートル延びた。                                                                                                 |          |

### 退役船
- アシール・ラウロ（1964年 - 1994年）
- アンジェリーナ・ラウロ（1964年 - 1979年）
- アンジェリーナ・ラウロ（1989年 - 1991年）
- シドニー（1951年 - 1967年）
- シンフォニー（1994年 - 2000年）
- スター・オブ・ベニス（1998年 - 2000年）
- モントレー（1989年 - 2006年）
- ラプソディ（1995年 - 2009年）
- ローマ（1950年 - 1966年）
- ローマ（1967年 - 1968年）
- MSCメロディ（1997年 - 2013年）

## 就航エリア
MSCクルーズはジェノバやバルセロナを母港として西地中海やカナリア諸島、北アフリカへと巡るクルーズとベネチアを母港として東地中海・エーゲ海を行くクルーズ、マイアミを母港としてカリブ海クルーズ、ハバナを母港にキューバクルーズ、上海を母港にアジアクルーズと５海域をメインとしている。夏季には北欧、バルト海に行くコースがあり、ハンブルクやキールから出発してノルウェーのフィヨルドやバルト3国、アイスランドに行くことが出来る。冬季にはドバイや中東各国、シルバニヤス島、南アフリカ、南米に向かう。
| MSCクルーズの時季  | MSCクルーズの時季 | MSCクルーズの時季 | MSCクルーズの時季 | MSCクルーズの時季 | MSCクルーズの時季 | MSCクルーズの時季 | MSCクルーズの時季 | MSCクルーズの時季 | MSCクルーズの時季 | MSCクルーズの時季 | MSCクルーズの時季 | MSCクルーズの時季 |
|                    | 1月               | 2月               | 3月               | 4月               | 5月               | 6月               | 7月               | 8月               | 9月               | 10月              | 11月              | 12月              |
| ------------------ | ----------------- | ----------------- | ----------------- | ----------------- | ----------------- | ----------------- | ----------------- | ----------------- | ----------------- | ----------------- | ----------------- | ----------------- |
| 地中海・エーゲ海   | ☆☆☆               | ☆☆☆               | ☆☆☆               | ☆☆☆☆              | ☆☆☆☆☆             | ☆☆☆☆☆             | ☆☆☆☆☆             | ☆☆☆☆☆             | ☆☆☆☆☆             | ☆☆☆☆☆             | ☆☆☆               | ☆☆☆               |
| カナリヤ諸島       | ☆☆☆☆☆             | ☆☆☆☆☆             | ☆☆☆☆☆             | ☆☆☆☆☆             |                   |                   |                   |                   |                   |                   | ☆☆☆☆☆             | ☆☆☆☆☆             |
| 北欧・バルト海     |                   |                   |                   |                   | ☆☆☆☆☆             | ☆☆☆☆☆             | ☆☆☆☆☆             | ☆☆☆☆☆             | ☆☆☆☆☆             |                   |                   |                   |
| 中東・ドバイ       | ☆☆☆☆☆             | ☆☆☆☆☆             | ☆☆☆☆☆             |                   |                   |                   |                   |                   |                   |                   |                   | ☆☆☆☆☆             |
| カリブ海・キューバ | ☆☆☆☆☆             | ☆☆☆☆☆             | ☆☆☆☆☆             | ☆☆☆☆☆             | ☆☆☆☆              | ☆☆☆☆              | ☆                 | ☆                 | ☆                 | ☆☆                | ☆☆☆☆☆             | ☆☆☆☆☆             |
| 日本               |                   |                   |                   | ☆☆☆☆☆             | ☆☆☆☆☆             |                   |                   | ☆☆☆☆☆             | ☆☆☆☆☆             | ☆☆☆☆☆             |                   |                   |

## スポーツチームスポンサーシップ（現在・過去含む）
- ソレント・カルチョ
- ACミラン
- ユベントスFC
- SSCナポリ
- UCサンプドリア
- バレンシアCF
- マイアミ・ドルフィンズ
- チェルシーFC
- V・ファーレン長崎

## 日本でのマーケット展開
MSCクルーズは日本を重要なマーケットと認識し、支社を東京に置いている。2009年に営業を開始してから積極的なプロモーションを続けており日本のクルーズ市場の開拓に力を入れている。地中海・エーゲ海エリアのFly&Cruiseの分野では50％のシェアを占め名実ともにNo.1の人気を誇っている。